# Люксембург (провинция)
Вижте пояснителната страница за други значения на Люксембург.
Люксембург (на френски: Luxembourg) е провинция в Южна Белгия, част от регион Валония.
Граничи с:
- провинция Намюр на северозапад,
- Франция на югозапад,
- Люксембург на югоизток и
- провинция Лиеж на североизток.

Площта на провинцията е 4440 km², а населението – около 283 227 души (по приблизителна оценка от януари 2018 г.). Административен център е град Арлон.
Провинция Люксембург се подразделя на 5 окръга: Арлон, Бастон, Марш ан Фамен, Ньофшато и Виртон.